# Terrence Dzvukamanja
Terrence Dzvukamanja (ur. 5 maja 1994) – zimbabwejski piłkarz grający na pozycji napastnika. Od 2023 jest zawodnikiem klubu Supersport United FC.

## Kariera klubowa
Swoją karierę piłkarską Dzvukamanja rozpoczął w klubie Ngezi Platinum FC. W sezonie 2016 zadebiutował w jego barwach w pierwszej lidze zimbabwejskiej. W debiutanckim sezonie zdobył z nim Puchar Zimbabwe. W sezonie 2018 wywalczył wicemistrzostwo Zimbabwe.
W 2018 roku Dzvukamanja przeszedł do południowoafrykańskiego Bidvest Wits FC. Swój debiut w nim zaliczył 4 sierpnia 2018 w wygranym 3:0 domowym meczu z Free State Stars FC. W Bidvest Wits grał przez dwa sezony.
Latem 2020 Dzvukamanja został zawodnikiem Orlando Pirates. Zadebiutował w nim 24 października 2020 w zremisowanym 1:1 wyjazdowym meczu z AmaZulu FC. W Orlando Pirates występował do końca sezonu 2022/2023.
W 2023 roku Dzvukamanja został piłkarzem Supersport United FC. Swój debiut w nim zanotował 5 sierpnia 2023 w wygranym 2:0 domowym spotkaniu z Richards Bay FC. Strzelił w nim gola.

## Kariera reprezentacyjna
W reprezentacji Zimbabwe Dzvukamanja zadebiutował 26 marca 2017 w zremisowanym 0:0 towarzyskim meczu z Zambią, rozegranym w Harare.